# Castell de Gramuntell
El Castell de Gramuntell era un castell que es trobava a la part alta del poble de Gramuntell, a uns cinc quilòmetres al sud de Cervera entre Granyena i Vilagrasseta.

## Història
Lloc conegut des del 1054 en què el comte de Barcelona Ramon Berenguer I i la seva esposa Almodis, cediren el puig que «vocant Agremon» a un grup de dotze matrimonis encapçalats per Ramon Guillem i la seva esposa perquè el repoblessin. Gramuntell es trobava inclòs dins del terme del castell de Granyena i sota la senyoria dels seus senyors. El terme de Gramuntell s'esmenta en documents dels anys 1079 i 1093. Les primeres notícies directes del castell es remunten al 1093 en què s'establí una convinença entre Gombau Bernat i la seva esposa Eliarda i Guillem Dalmau de Cervera i la seva esposa Solastén per la qual encomanaren en feu el castell de Gramuntell a Arnau Hostèn i es comprometeren a construir «ipsam fortitudinem de Agremont». El 1114, Guillem Dalmau de Cervera comprà el castell de Gramuntell a Guillem Ramon Bercketh. Els Cervera posseïren la senyoria del terme fins al començament del segle xiii. El 1224, Ramon de Cervera vengué el castell a Ramon de la Guàrdia. El 1230, el monestir de Santes Creus adquirí el terme de Gramuntell, on ja posseïa força béns, a Ramon de la Guàrdia per 700 morabatins. El domini de Santes Creus es prolongà fins a l'abolició dels senyorius jurisdiccionals al segle xix.

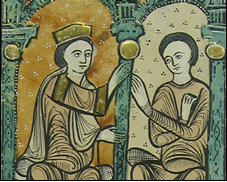
Els comtes Ramon Berenguer I i Almodis de la Marca

## Descripció
Actualment no hi ha cap resta visible de l'antiga fortalesa. Devia ésser situat al lloc dit «el pla de la Torre», on actualment hi ha el dipòsit d'aigua de la població que deu ocupar part de l'espai on hi havia el castell. S'hi observen dos fossats paral·lels situats immediatament a ponent del pla, que trenquen l'horitzontalitat del serrat i dificulten l'accés per la part més vulnerable. Tallen perpendicularment l'ample de l'elevació i tenen una llargada màxima de 17 metres i una amplada màxima de 10 metres. L'alçada actual és només de 2 metres. A tall d'hipòtesi es pot pensar que corresponen als primers moments de la construcció del castell però podrien haver estat modificats en les centúries següents. Podrien ser clars paral·lels als fossats del castell d'Almenara (Urgell) i les fortificacions de Tudela o Gàver (Segarra).